# Coenosia candida
Coenosia candida är en tvåvingeart som beskrevs av Huckett 1934. Coenosia candida ingår i släktet Coenosia och familjen husflugor. Inga underarter finns listade i Catalogue of Life.